# Chabeuil
Chabeuil é uma comuna francesa na região administrativa de Auvérnia-Ródano-Alpes, no departamento de Drôme. Estende-se por uma área de 41,07 km². Em 2010 a comuna tinha 7 049 habitantes (densidade: 171,6 hab./km²).